# 塞德里克·帕蒂
塞德里克·帕蒂（法語：Cédric Paty，1981年7月25日—），法國男子手球運動員，亦是法國國家男子手球隊隊員。

## 生平
2008年，帕蒂代表法国參加中國北京舉行的奥林匹克运动会男子手球比賽，最終贏得一面金牌。